# 3 000 mètres féminin aux Jeux olympiques d'été de 1988
Pour un article plus général, voir Athlétisme aux Jeux olympiques d'été de 1988.
Navigation
Los Angeles 1984 Barcelone 1992
L'épreuve du 3 000 mètres féminin aux Jeux olympiques de 1988 s'est déroulée du 23 au 25 septembre 1988 au Stade olympique de Séoul, en Corée du Sud. Elle est remportée par la Soviétique Tetyana Samoylenko qui établit un nouveau record olympique en 8 min 26 s 53.

## Résultats

### Finale
| Rang               | Athlète           | Pays             | Temps         | Notes |
| ------------------ | ----------------- | ---------------- | ------------- | ----- |
| Médaille d'or      | Tatyana Samolenko | Union soviétique | 8 min 26 s 53 | OR    |
| Médaille d'argent  | Paula Ivan        | Roumanie         | 8 min 27 s 15 |       |
| Médaille de bronze | Yvonne Murray     | Grande-Bretagne  | 8 min 29 s 02 |       |
| 4                  | Yelena Romanova   | Union soviétique | 8 min 30 s 45 |       |
| 5                  | Natalya Artemova  | Union soviétique | 8 min 31 s 67 |       |
| 6                  | Vicki Huber       | États-Unis       | 8 min 37 s 25 |       |
| 7                  | Wendy Sly         | Grande-Bretagne  | 8 min 37 s 70 |       |
| 8                  | Lynn Williams     | Canada           | 8 min 38 s 43 |       |
| 9                  | Elly van Hulst    | Pays-Bas         | 8 min 43 s 92 |       |
| 10                 | Mary Slaney       | États-Unis       | 8 min 47 s 13 |       |
| 11                 | Cornelia Bürki    | Suisse           | 8 min 48 s 32 |       |
| 12                 | Annette Sergent   | France           | 8 min 49 s 14 |       |
| 13                 | PattiSue Plumer   | États-Unis       | 8 min 59 s 17 |       |
| 14                 | Angela Chalmers   | Canada           | 9 min 04 s 75 |       |
| 15                 | Debbie Bowker     | Canada           | 9 min 11 s 95 |       |

## Légende
Records et Performances
- AR : Record continental (area record)
- CR : Record des championnats (championship record)
- MR : Record du meeting (meet record)
- NR : Record national (national record)
- OR : Record olympique (olympic record)
- PR : Record paralympique (paralympic record)
- PB : Record personnel (personal best)
- SB : Meilleure performance personnelle de la saison (season's best)
- WL : Meilleure performance mondiale de l'année (world leader)
- WJR : Record du monde junior (world junior record)
- WR : Record du monde (world record)

Circonstances et Conditions
- DNF : N'a pas terminé (did not finish)
- DNS : N'a pas pris le départ (did not start)
- DQ : Disqualification (disqualification)
- NM : Aucun essai valable enregistré (No Mark)
- Q : Qualifié « directement » au prochain tour (ou à la prochaine compétition), lors d'une compétition majeure, grâce au classement ou à la réalisation des minima (automatic qualifier)
- q : Qualifié au prochain tour (ou à la prochaine compétition), lors d'une compétition majeure, grâce au repêchage ou à la réalisation de l'une des meilleures performances parmi celles des « non qualifiés directement » (grâce au meilleur temps ou à la meilleure distance par exemple) (secondary qualifier)